# Red Ventures
A Red Ventures é uma empresa de mídia norte-americana e proprietária da Giant Bomb, Lonely Planet, CNET, ZDNet, TV Guide, Metacritic, GameSpot, GameFAQs, The Points Guy e Chowhound desde 30 de outubro de 2020; bem como da Healthline Media desde 2019 e Bankrate desde 2017.
A Red Ventures se concentra no que chama de "mercados integrados", ou seja, sites que fornecem notícias, opiniões e resenhas. A sede corporativa da empresa está localizada em Indian Land, Carolina do Sul, um subúrbio de Charlotte, Carolina do Norte.

## História
A Red Ventures foi fundada em 29 de setembro de 1999, em Fort Mill, Carolina do Sul, e antes de suas aquisições em 2020, cresceu para uma presença internacional com mais de 100 marcas, 3 mil funcionários e operações no Reino Unido e no Brasil.
Em 2015, a empresa recebeu um investimento de 250 milhões de dólares da Silver Lake. Nesse mesmo ano, dobrou o tamanho de sua sede e comprou a empresa de serviços postais Imagitas da Pitney Bowes.
A Red Ventures adquiriu a Bankrate Inc. por 1,24 bilhão de dólares em dinheiro em um acordo anunciado em 3 de julho de 2017.
Em 14 de setembro de 2020, a Red Ventures concordou em comprar a CNET Media Group da ViacomCBS por 500 milhões de dólares. Em 1.º de dezembro de 2020, a Red Ventures comprou a Lonely Planet da NC2 Media, com sede no Tennessee.